# Chamber Music
Chamber Music es el segundo álbum de estudio de la banda de nu metal, Coal Chamber. Fue lanzado por la productora musical Roadrunner Records en 1999.
Con este álbum, Coal Chamber quiso cambiar su supuesta imitación a la banda Korn; esta influencia se podía encontrar en su primer álbum Coal Chamber. El álbum también cuenta con la presencia de melodías, cosa no vista en su antecesor, siendo más accesible al público. Su cover a Peter Gabriel «Shock The Monkey» que incluía la participación del cantante Ozzy Osbourne, logró que la banda se lanzara a la popularidad musical, también produciendo un videoclip de esta canción, y varias radios tocaron este tema por un tiempo.
La mujer que aparece en la portada del álbum es Anahstasia Fafara, esposa en actualidad de Dez Fafara. 
"Tyler´s Song" apareció como parte de la banda sonora de Scream 3.

## Lista de canciones
1. «Mist» – 0:42
2. «Tragedy» – 2:51
3. «El Cu Cuy» – 4:22
4. «Untrue» – 3:26
5. «Tyler's Song» – 2:49
6. «What's In Your Mind?» – 3:55
7. «Not Living» – 3:49
8. «Shock The Monkey» con Ozzy Osbourne (Peter Gabriel versión) – 3:42
9. «Burgundy» – 2:10
10. «Entwined» – 3:49
11. «Feed My Dreams» – 2:55
12. «My Mercy» – 4:04
13. «No Home» – 5:09
14. «Shari Vegas» – 3:16
15. «Notion» – 3:26
16. «Anything But You» – 4:41

## Integrantes
- B. Dez Fafara - Vocal
- Meegs Rascon - Guitarra, Vocal secundaria
- Rayna - Bajo
- Mike "Bug" Cox - Batería